# Paired-Box-Protein 8
Das Paired-Box-Protein 8, abgekürzt PAX8, ist ein Protein, das als Transkriptionsfaktor unter anderem die Transkription von bestimmten Genen in der Schilddrüse kontrolliert. Das PAX8-codierende Gen gehört zur Familie der Pax-Gene. PAX8 ist nicht nur im Menschen, sondern auch in einer Vielzahl von Tierarten nachgewiesen worden.

## Struktur und Funktion
Das beim Menschen 450 Aminosäuren lange, im Zellkern lokalisierte Protein enthält in seiner Aminosäuresequenz eine 127 Aminosäuren lange Paireddomäne, über die PAX8 an spezifische DNA-Sequenzabschnitte binden kann, und eine partielle Homöodomäne. In der Schilddrüse kontrolliert PAX8 im Zusammenspiel mit TTF1 die Transkription von Thyreoglobulin, Thyreoperoxidase sowie dem Natrium-Iodid-Symporter.
PAX8 spielt nicht nur im erwachsenen Organismus, sondern auch während der Organogenese der Schilddrüse und der Niere eine wichtige Rolle. Im Embryo ist PAX8 in der sich entwickelnden Schilddrüse, von der frühesten Anlage bis zum ausdifferenzierten Organ, in den verschiedenen Entwicklungsstadien der Niere, einschließlich Vorniere und Urniere, und im Nervensystem aktiv.
In Knockout-Mäusen, in denen PAX8 inaktiv ist, fehlen in der Schilddrüse die Thyroxin produzierenden Follikelepithelzellen; die Tiere sterben bald nach der Geburt, falls ihnen kein Thyroxin injiziert wird. Eine Reihe von humangenetischen Untersuchungen zu einem Zusammenhang zwischen der angeborenen Hypothyreose und Mutationen im PAX8-Gen fanden bisher nur Einzelfälle.
In Knockout-Mäusen, in denen sowohl PAX8 als auch das ähnliche PAX2 inaktiv ist, ist nicht nur die Schilddrüse betroffen, es fehlt auch die Vorniere.

## Evolution
Das PAX8-Gen, welches das PAX8-Protein codiert, gehört innerhalb der Familie der Pax-Gene zur Pax2/5/8-Gruppe, zu der bei Säugetieren zwei weitere paraloge Gene, PAX2 und PAX5, zählen. Aus dieser Gruppe ist lediglich PAX8 in der Schilddrüse aktiv, während in der sich entwickelnden Niere PAX2 und PAX8 zusammen exprimiert sind und dort anscheinend teilweise redundante Funktionen haben.
Die Pax2/5/8-Gruppe wurde ursprünglich in der Hausmaus identifiziert, inzwischen aber in einer Vielzahl von Tierarten der Zweiseitentiere bis hin zum Lanzettfischchen und zu den Seescheiden nachgewiesen. Im Lanzettfischchen ist AmphiPax2/5/8 auch im Endostyl aktiv, einem Organ, das zur Schilddrüse der Wirbeltiere homolog ist.